# Phragmatobia fuliginosa
Phragmatobia fuliginosa là một loài bướm đêm thuộc phân họ Arctiinae, họ Erebidae. Nó được tìm thấy ở châu Âu. There are a number of recognized subspecies, như P. f. melitensis in Malta và P. f. borealis in Scotland.

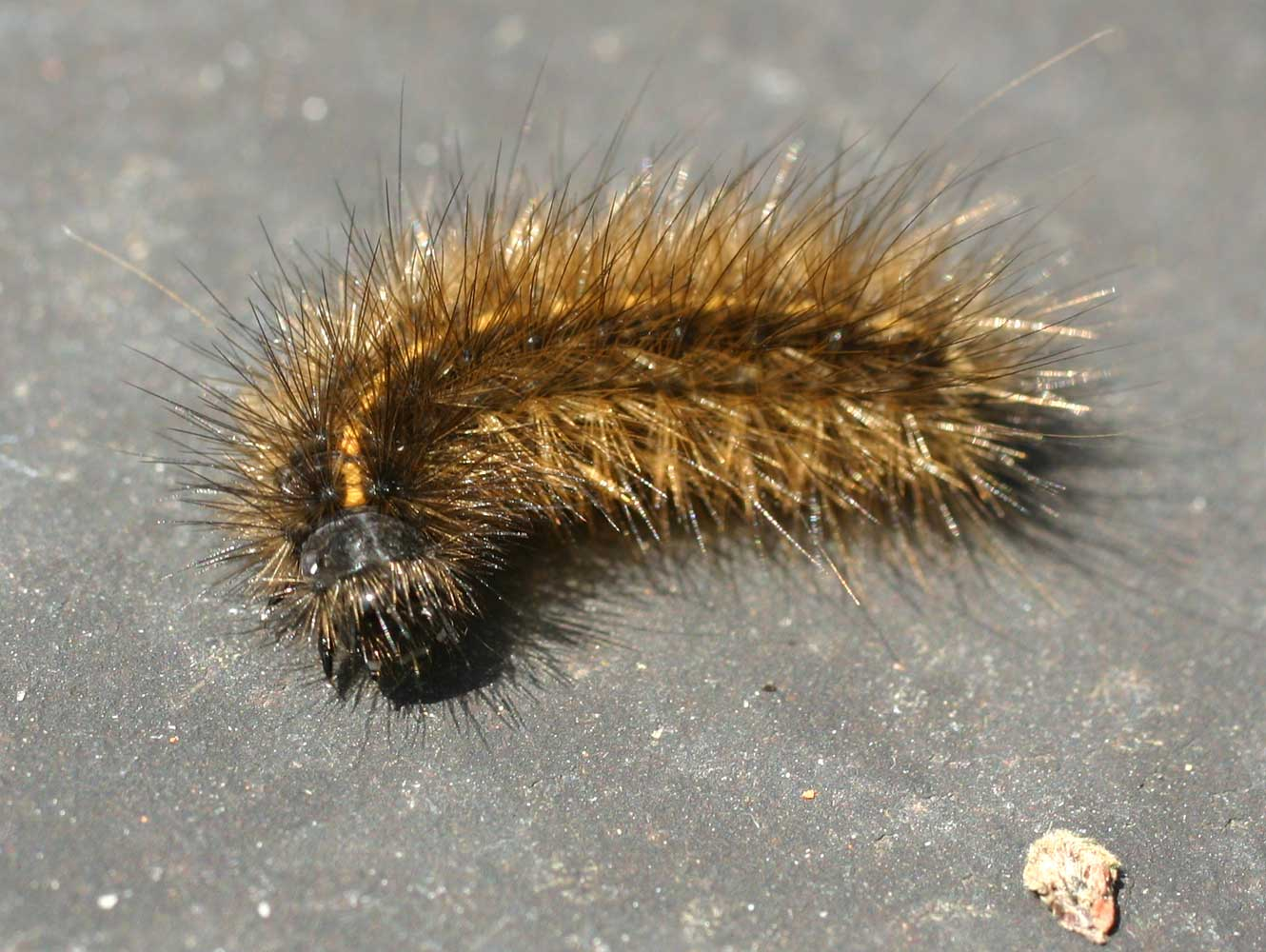
Sâu bướm

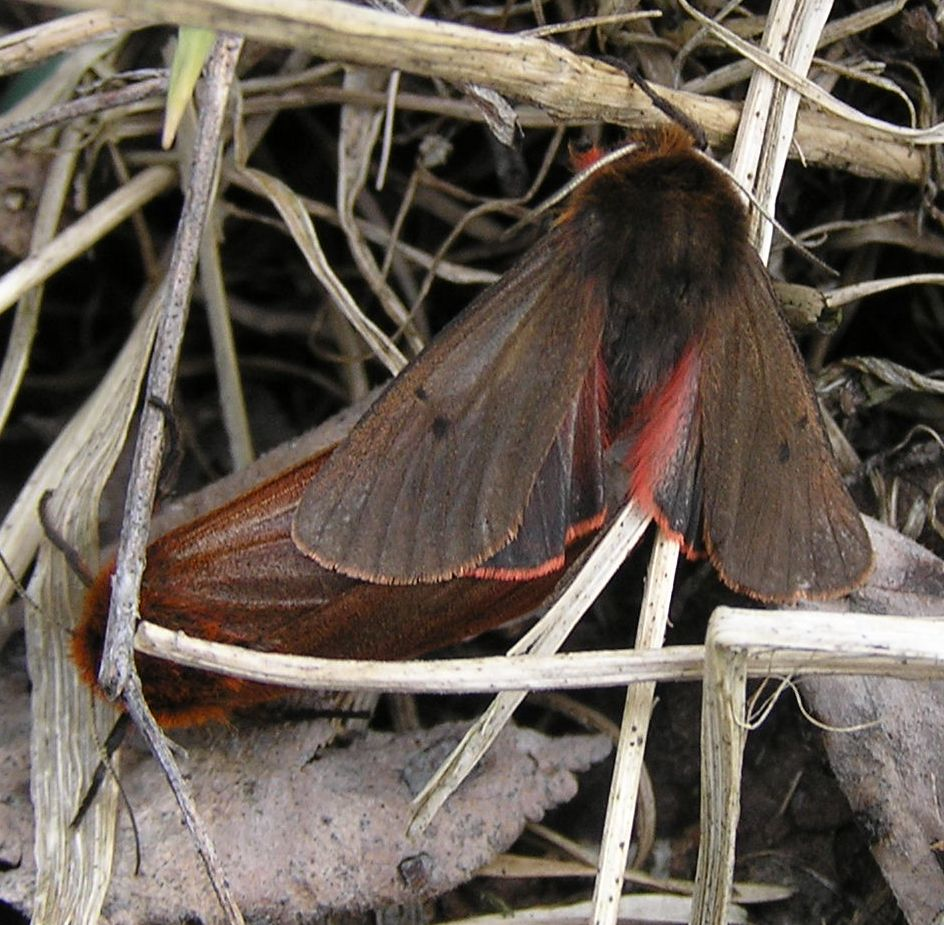

Sải cánh dài 35–45 mm. Con trưởng thành bay từ tháng 5 đến tháng 8 tùy theo địa điểm.
Sâu bướm ăn các loài nhiều loại thực vật thân thảo.

## Hình ảnh

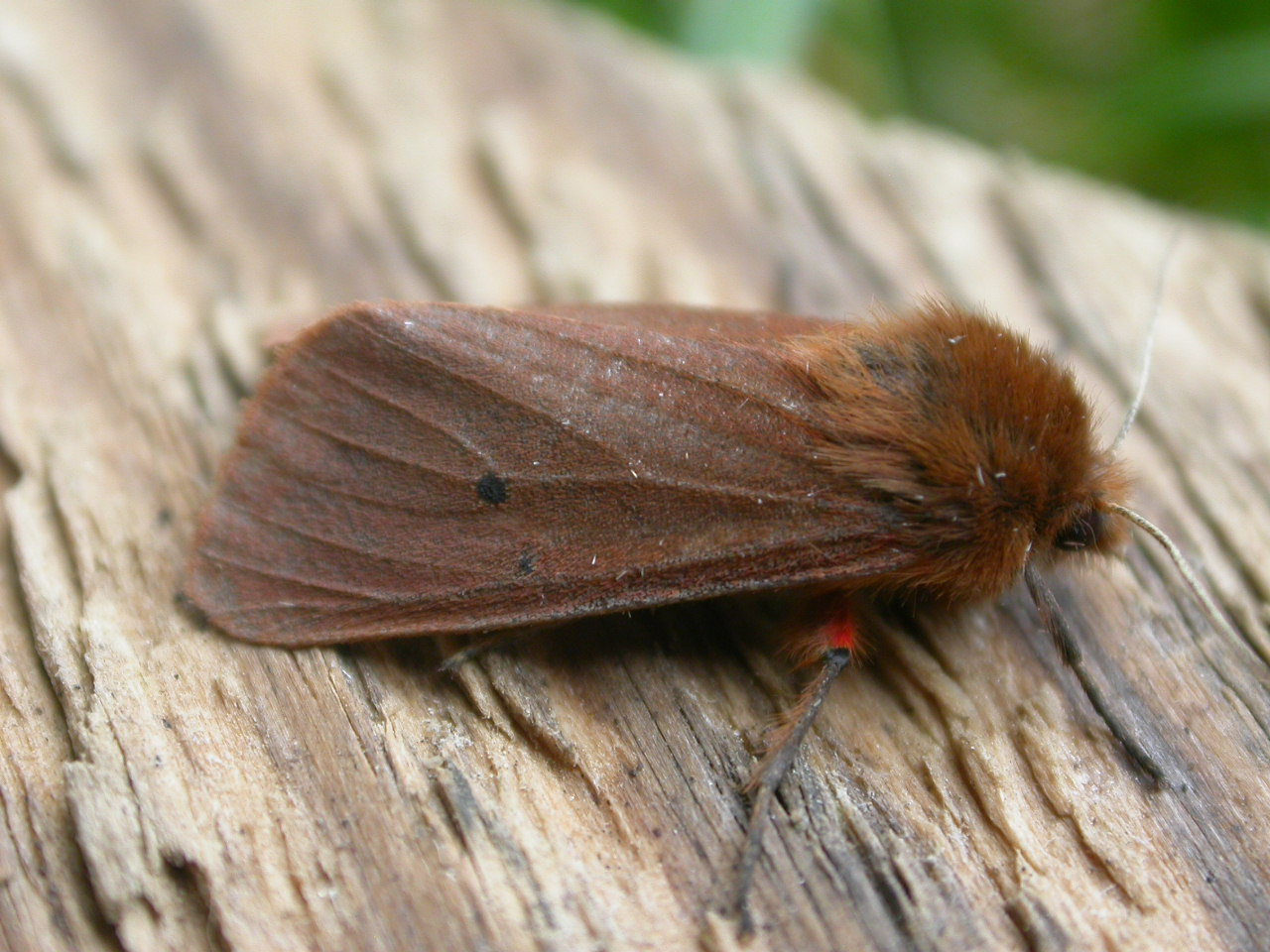
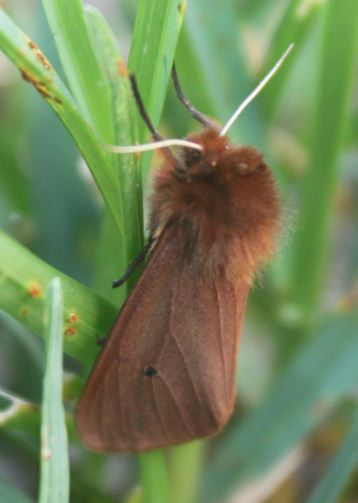
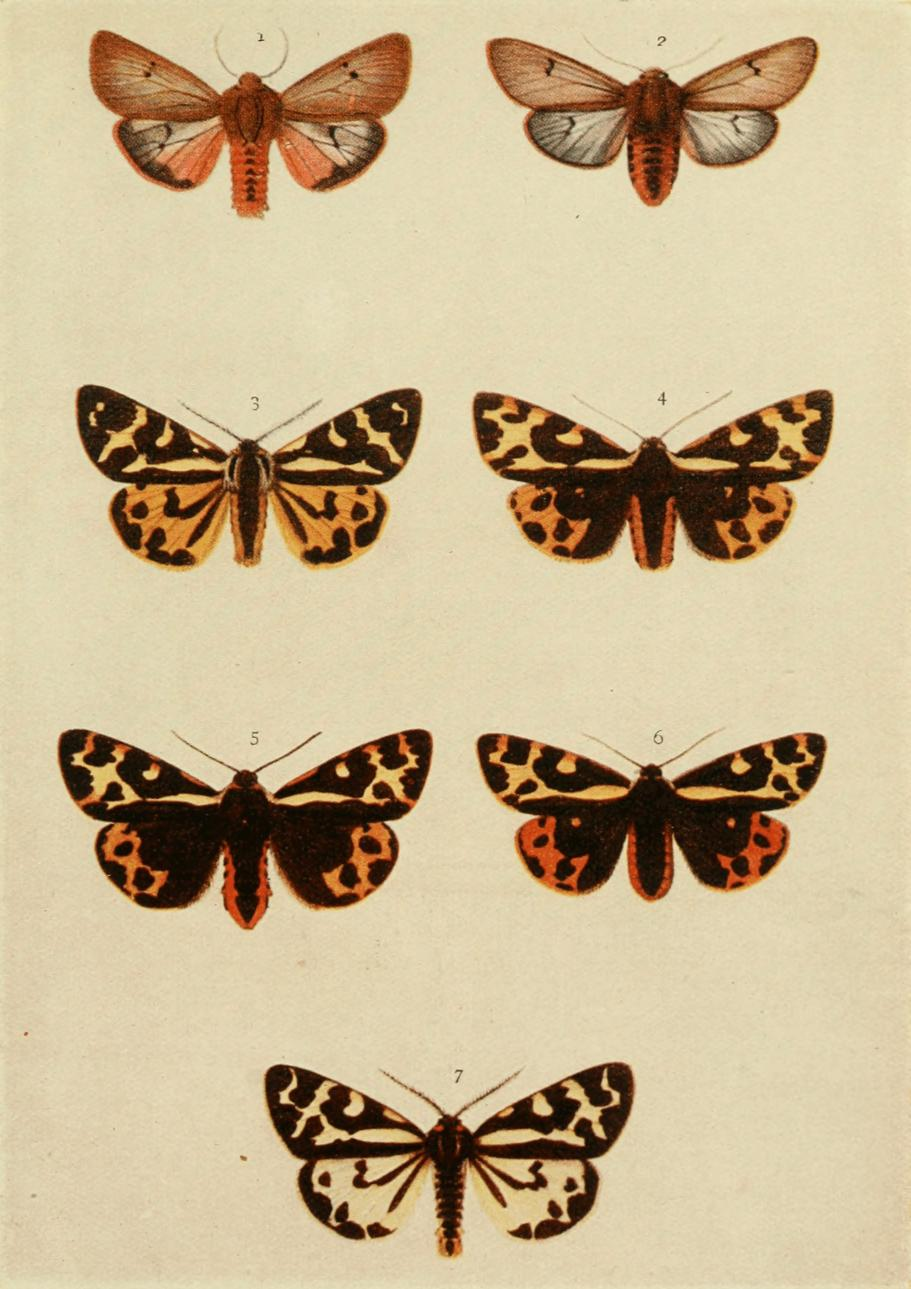
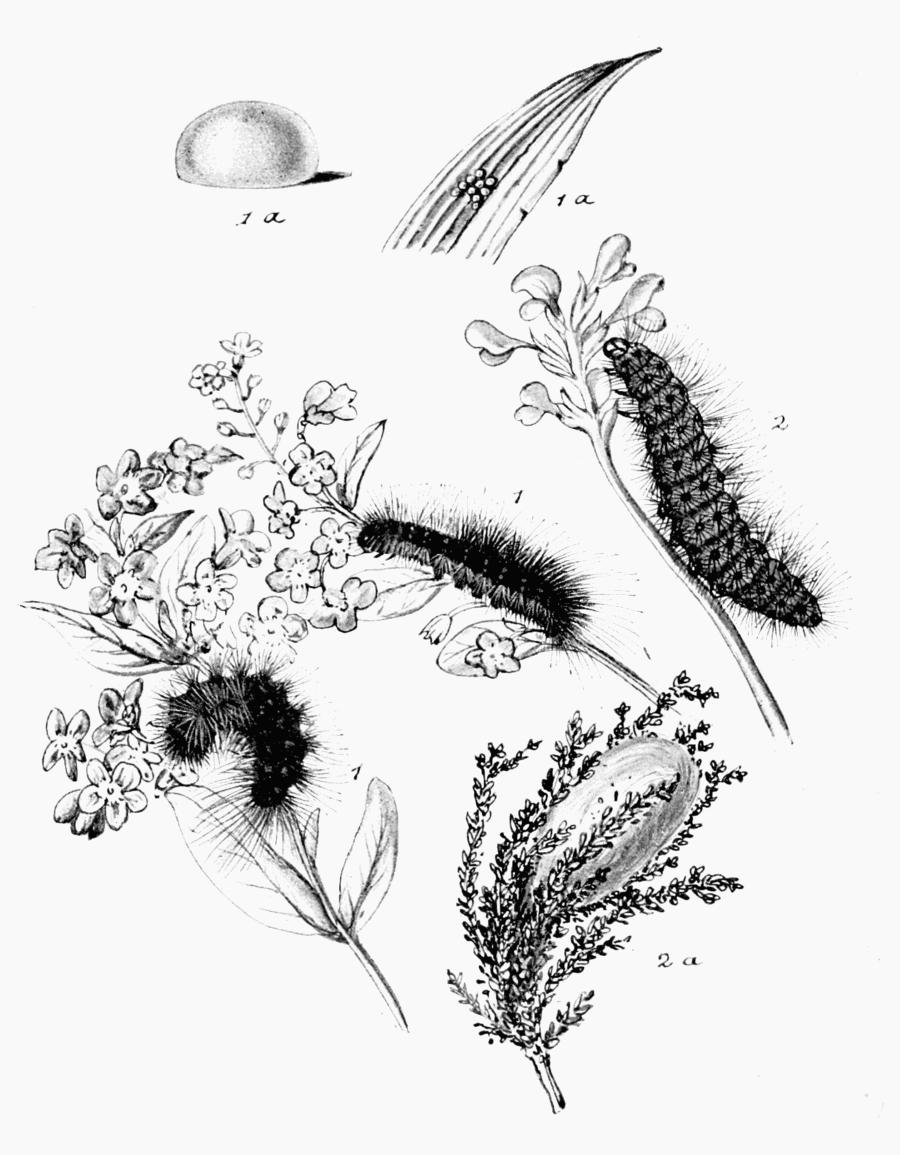